# Chelsea Girls
Chelsea Girls é um filme experimental de 1966, dirigido por Andy Warhol e Paul Morrissey. Este filme foi o primeiro grande sucesso de Warhol após um longo tempo investindo apenas em filmes avant-garde.
Este filme foi filmado principalmente no famoso Hotel Chelsea (mas eles também utilizaram vários outros locais da cidade de Nova Iorque), e segue a vida de várias jovens mulheres que ali vivem, sem deixar de lado o exótico grupo de Andy Warhol. O filme é um grande marco no cinema experimental e é notório também por apresentar uma tela dividida ao meio, sendo que um lado é preto e branco, e o outro, colorido. A trilha sonora para cada lado também é diferente. A filmagem original do filme excede as três horas de duração.
O título do filme, Chelsea Girls, é uma clara referência ao local onde o filme foi filmado, que também serviu de inspiração para que a cantora Nico lançasse o seu primeiro álbum-solo, o "Chelsea Girl" (1967).

## Produção
De acordo com o roteirista Ronald Tavel, Andy Warhol trouxe para ele a ideia do filme quando eles estavam reunidos em uma pequena sala, no fundo do Max Kansas City (que durante o verão de 1966, foi o clube noturno favorito de Andy Warhol). No documentário de Ric Burns, Ronald Tavel recorda que Andy Warhol pegou um guardanapo e fez um risco no meio, escrevendo "B" e "W" nos lados opostos, sendo que a letra "B" significa "Black" (preto), e a letra "W" significa "White" (branco). Após fazer isso, Andy Warhol explicou para Ronald Tavel: "Eu quero fazer um filme, que será um longa-metragem, e a imagem será dividida ao meio, sendo que uma parte será filmada em cores, e a outra será filmada em preto e branco." Warhol estava se referindo ao conceito visual do filme, mas também ao conteúdo das cenas apresentadas.
O filme foi filmado no verão e no outono de 1966, em vários quartos e locais do Hotel Chelsea. Porém vale a pena mencionar que, de todas as pessoas que aparecem no filme, apenas o poeta René Ricard morava no Hotel naquela época. Além do Hotel Chelsea, as filmagens também foram feitas na Factory, o famoso estúdio de Andy Warhol.
São diversas as pessoas que apareceram no filme, a começar pelo grupo de Andy Warhol, constituído por Nico, Brigid Berlin, Gerard Malanga, Ingrid Superstar, International Velvet e Eric Emerson. De acordo com o documentário de Ric Burns, Warhol e seus companheiros faziam, toda semana, filmagens de aproximadamente 33 minutos.
Após ter em mãos todo o material filmado, Andy Warhol e o co-diretor Paul Morrissey, selecionaram as doze vinhetas mais marcantes que eles haviam filmado, projetando-as então lado a lado, criando assim um efeito de justaposição de imagens contrastantes e divergentes. Como resultado, as seis horas e meia de corrida foram essenciais para que o filme fosse reduzido à metade, para apenas 3 horas e 15 minutos. No entanto, parte do conceito de Andy Warhol para o filme foi que seria diferente de assistir um filme normal, pois os dois projetores nunca conseguiriam alcançar uma sincronização exata para a vizialização e, portanto, apesar das instruções específicas de onde as sequências individuais seriam mostradas durante o tempo corrente, cada visualização do filme seria, em essência, uma experiência inteiramente diferente. Nunca igual.
Diversas sequências do filme passaram a atingir um estato de intelectualidade, de objeto culto, mais notavelmente a cena de "Pope", interpretado pelo ator e poeta Robert Olivo (ou "Ondine", como ele batizou a si mesmo), e também a cena de Mary Woronov (ou "Hanoi Hannah"). Estas duas cenas foram especificadas pelo próprio Ronald Tavel.
Entretanto, uma das cenas cortadas do filme (e que faz uma falta terrível), é a cena que Andy Warhol filmou com a atriz Edie Sedgwick. De acordo com Morrissey, Warhol tirou essa cena do filme por insistência da própria Edie Sedgwick, que tinha um contrato assinado com Albert Grossman (também gerente de Bob Dylan) na época em que o filme foi feito.

## Elenco
O elenco do filme é majoritariamente composto por pessoas que se interpretam a si mesmas. Elas são creditadas desta forma:
| Brigid Berlin como ela mesma (A Duquesa) Nico como ela mesma Ondine como ele mesmo (Pope) Ingrid Superstar como ela mesma Randy Bourscheidt como ele mesmo Angela 'Pepper' Davis como ela mesma Christian Aaron Boulogne (Filho de Nico) como Ari Mary Woronov como Hanoi Hannah Ed Hood como ele mesmo Ronna como ela mesma International Velvet como ela mesma | Rona Page como ela mesma Albert Rene Richard como ele mesmo Dorothy Dean como ela mesma Patrick Flemming como ele mesmo Eric Emerson como ele mesmo Donald Lyons como ele mesmo Edie Sedgwick como ela mesma (a cena foi cortada do filme) Gerard Malanga como o Filho Marie Menken como a Mãe Arthur Loeb como ele mesmo Mario Montez como o Travesti |

## Recepção pela crítica
Embora este seja o filme de Andy Warhol que mais conseguiu sucesso comercial, a reação da crítica a ele foi bastante diferenciada.
Em junho de 1967 Roger Ebert fez uma crítica ao filme. Foi uma crítica negativa, e em uma escala de uma estrela a quatro, onde "1 estrela" é ruim e "4 estrelas" é ótimo, o crítico Roger Ebert deu apenas "1 estrela" ao filme, dizendo: "...o que nós temos aqui é um filme de três horas e meia de improvisação, mal fotografado, mal editado, e empregando perversão e sensação como molho de pimenta na tentativa de disfarçar o aroma da comida. Warhol não tinha nada a dizer, inclusive tecnicamente. Ele simplesmente quis fazer um filme, e ele conseguiu: Fez apenas horas e horas de filme."
Em 2002 Kenneth Baker, do "San Francisco Chronicle", também fez uma crítica ao filme. Porém, sua crítica foi positiva. Ele disse: "A tirania da câmera é a opressão que as gravações de "Chelsea Girls" impõe. Não é de se admitar que ele ainda pareça radical, apesar de tudo que nós temos visto nas telas desde 1966."
A revista estadunidense TV Guide fez uma crítica ao filme, em dezembro de 2006, dando as 4 estrelas ao filme, e chamando-o de "fascinante, provocativo e hilário." A revista disse também que: "Isto é um filme cuja importância, no papel de afirmação cultural dos anos 60, se sobrepõe a qualquer valor intrínseco que se pode ter de filme."
O Rotten Tomatoes, que fez críticas ao filme pela Internet, também fez uma crítica positiva a ele. No estatus, o filme foi colocado como 57% "fresco".

## Disponibilidade

### Vídeo caseiro
O filme "Chelsea Girls" é amplamente disponível para entretenimento caseiro. Este filme pertence a Andy Warhol Foundation, e ele, ao lado dos outros filmes de Andy Warhol, nunca foram lançados em DVD nos Estados Unidos. Entretanto, na Europa, diversos filmes de Andy Warhol já foram lançados em DVD, incluindo uma cópia de DVD de curta-duração de "Chelsea Girls" já encontra-se disponível na Itália. Essa cópia de DVD italiano, que é o único lançamento oficial do filme, foi lançado no dia 16 de setembro de 2003.

### Exibições em museus
Enquanto o filme ainda não se encontra disponível para compra pessoal, ele continua sendo frequentemente exibido em museus de arte. Este filme já foi exibido diversas vezes no Museu de Arte Moderna de Nova Iorque, e também no Andy Warhol Museum em Pittsburgh, na Pensilvânia.
Em abril de 2002 o filme foi exibido no Castro Theater, em San Francisco, pela primeira vez em quase vinte anos. No dia 21 de maio de 2010, o filme foi exibido no Seattle Art Museum. No dia 18 de novembro de 2010, ele foi exibido também no Varsity Theater, em Chapel Hill, na Carolina do Norte.
Enquanto o filme não for lançado em DVD, ele continuará sendo uma grande raridade aos fãs de Andy Warhol.